# Подхород
Подхород (слч. Podhoroď) насељено је мјесто са административним статусом сеоске општине (слч. obec) у округу Собранце, у Кошичком крају, Словачка Република.

## Становништво
| Година:    | 1994. | 2004.    | 2014.   | 2024.    |
| ---------- | ----- | -------- | ------- | -------- |
| Број људи: | 443   | 391      | 374     | 320      |
| Разлика:   |       | -11,73 % | -4,34 % | -14,43 % |

| Година:    | 2023. | 2024.   |
| ---------- | ----- | ------- |
| Број људи: | 315   | 320     |
| Разлика:   |       | +1,58 % |

Према подацима о броју становника из 2024. године насеље је имало 320 становника.